# Die kleine Hexe (1997)
Der Familienfilm Die kleine Hexe ist eine amerikanische Filmkomödie aus dem Jahr 1997. Der Film enthält sehr viele Slapstick-Elemente, die durch die magischen Fähigkeiten der kleinen Hexe entstehen.

## Handlung
Deirdre steht kurz vor ihrer Hexenprüfung. Dazu muss sie positiv auf das Schicksal eines Menschen einwirken. Dieser Mensch ist Richard, der vollkommen unter der Kontrolle seiner Frau steht.
Deidre ist zwar schon 214 Jahre alt, sieht aber aus wie 14. So gibt sie sich als Richards Nichte aus. Der nimmt sie auch bei sich auf, weil sie angibt, dass ihre Eltern gestorben sind.
Es gelingt Deidre, hinter die Intrigen zu kommen, die seine Frau gegen ihn führt. So kann sie schließlich auf Richards Schicksal Einfluss nehmen und es zum Guten wenden. Dadurch hat sie ihre Hexenprüfung bestanden und könnte nun eine vollwertige Hexe werden. Doch Deidre möchte lieber bei Richard als seine Stieftochter leben, und so wird sie zu einem Menschen und verliert ihre Hexenkräfte.